# ثقافة لابيتا

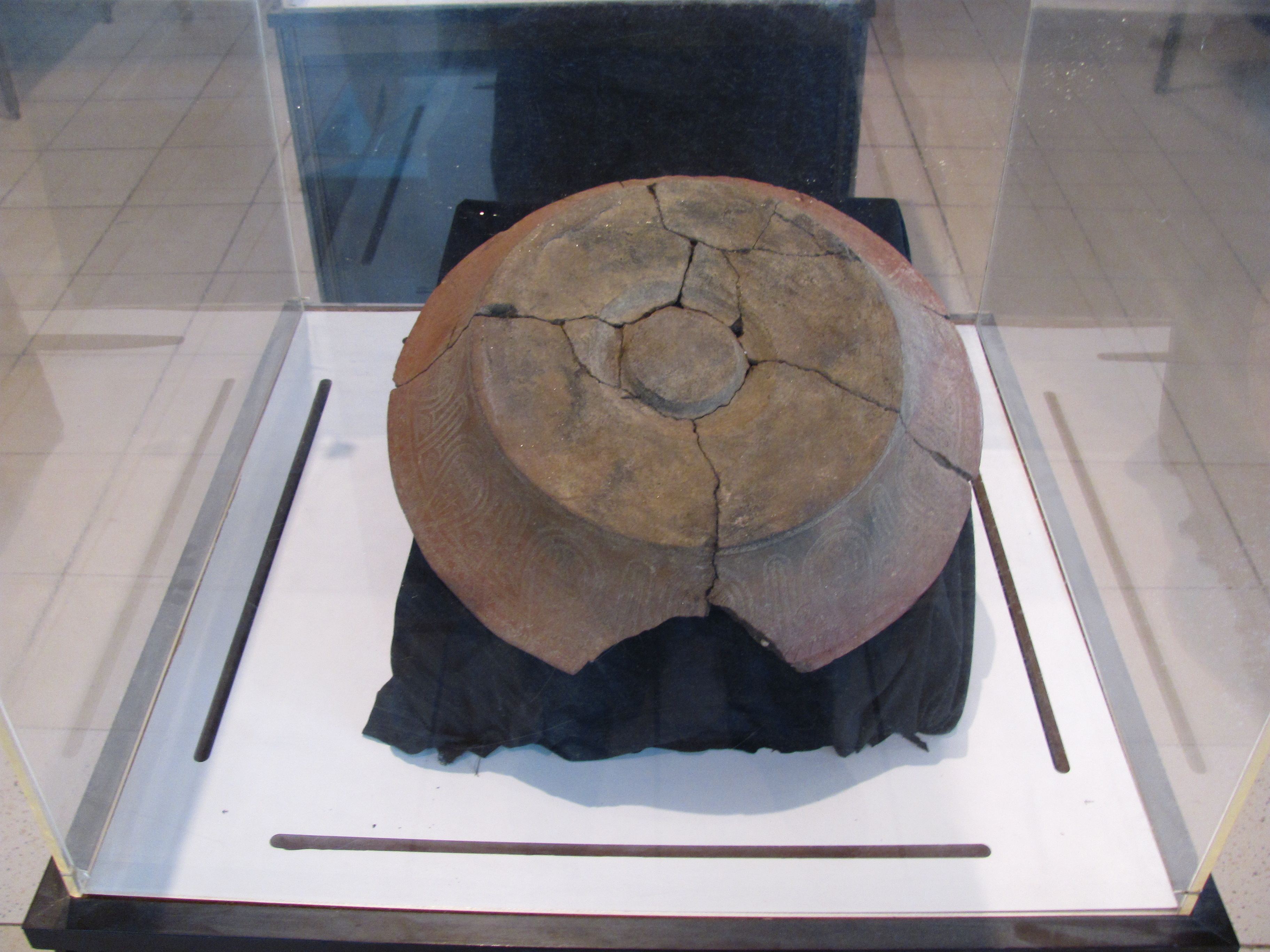

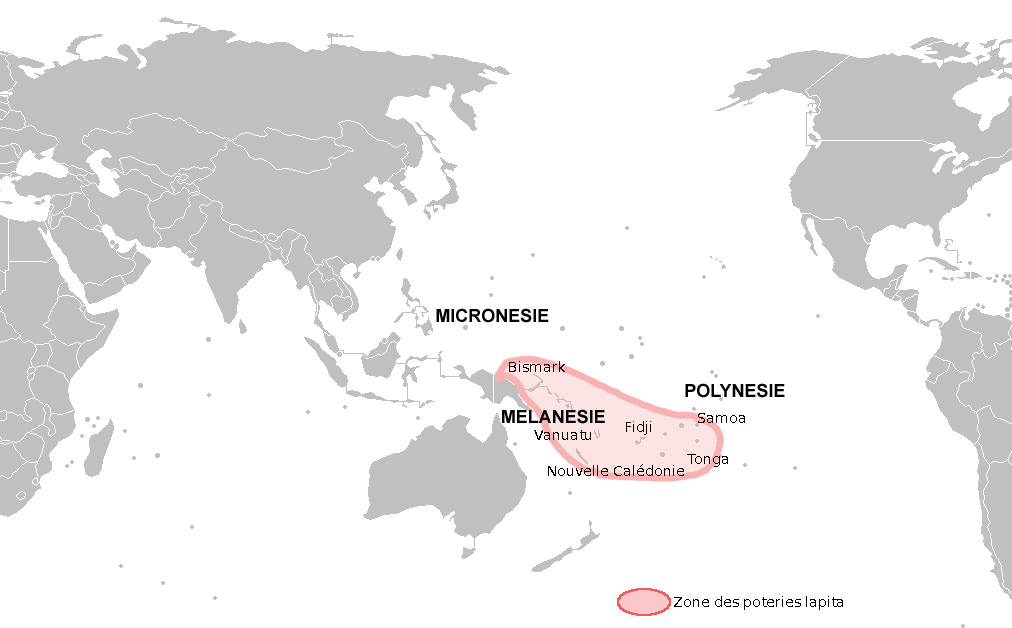
المنطقة التي عُثر فيها على فخار لابيتا

ثقافة لابيتا هو الاسم الذي يُطلق على الشعب الأوسترونيزي في عصور ما قبل التاريخ الذين تركوا أدلة على معيشتهم في العديد من جزر المحيط الهادئ، في شكل قطع خزفية يتراوح تاريخها من حوالي 1600 قبل الميلاد إلى حوالي 500 قبل الميلاد. يعتقد بعض علماء أن آثار لابيتا تعود لأسلاف الثقافات التاريخية في بولينيزيا وميكرونيزيا وبعض المناطق الساحلية في ميلانيزيا. يعتقد البعض الآخر أن هاتين ثقافتين متميزتين تطورتا بشكل منفصل داخل المناطق المشتركة. السمة المعترف بها تاريخيًا لثقافة لابيتا هي التصميم الهندسي المميز على الخزف ذو الختم المسنن.

## أصل التسمية
صاغ علماء الآثار مصطلح «لابيتا» بعد خطأ في كلمة في لغة هافيكي المحلية، وهي xapeta'a، والتي تعني «حفر ثقب» أو «المكان الذي يحفر فيه المرء»، خلال أعمال التنقيب في عام 1952 في كاليدونيا الجديدة. سُميت ثقافة لابيتا الأثرية على اسم الموقع النمطي الذي أُكتشف لأول مرة في شبه جزيرة فُوي في غراند تير، الجزيرة الرئيسية في كاليدونيا الجديدة. أُجري التنقيب في عام 1952 من قبل علماء آثار أمريكيين وهم إدوارد دبليو جيفورد وريتشارد شولتر جونيور في «الموقع 13». أُرخ الاستيطان وقطع الفخار في وقت لاحق إلى 800 قبل الميلاد وأثبتت أهميتها في البحث عن الانتشار المبكر لثقافة لابيتا في جزر المحيط الهادئ. أُكتشف أكثر من 200 موقع لابيتائي منذ ذلك الحين، تمتد مواقع الآثار لأكثر من 4000 كيلومتر من الساحل وجزيرة ميلانيزيا إلى فيجي وتونغا مع أقصى حدودها الشرقية حتى الآن في ساموا.

## التاريخ الأثري
أُنتج فخار لابيتا «القديم» بين 1600 و 1200 قبل الميلاد في أرخبيل بسمارك. عُثر على المصنوعات اليدوية التي تظهر تصاميم وتقنيات لابيتا من فترة ما بعد 1200 قبل الميلاد في جزر سليمان، فانواتو وكاليدونيا الجديدة. عُثر على أنماط من فخار لابيتا تعود لحوالي 1000 قبل الميلاد في فيجي وبولينيزيا الغربية.
في بولينيزيا الغربية، أصبح فخار لابيتا أقل زخرفًا وأبسط تدريجيًا بمرور الوقت. يبدو أنه أُقف تمامًا عن إنتاجه في ساموا منذ حوالي 2800 عام، وفي تونغا منذ حوالي 2000 عام.